# بانگینگو
بانگینگو شهری در شهرستان ایپلسه در استان بازگا در بورکینافاسوی مرکزی است و جمعیت آن ۶۶۷ نفر است.